# Castanopsis jinpingensis
Castanopsis jinpingensis är en bokväxtart som beskrevs av J.Q.Li och Li Chen. Castanopsis jinpingensis ingår i släktet Castanopsis och familjen bokväxter. Inga underarter finns listade.